# Karl Linnertorp
Karl Hjalmar Benjamin Linnertorp, född 17 december 1986, är en svensk/dansk skådespelare. Han är utbildad på Stockholms dramatiska högskola 2011-2013 (sedan 2014 en del av SKH  uniarts.se) och på Statens Scenekunstskole i Köpenhamn.
Han är bror till Lisa Linnertorp och Ida Linnertorp.

## Filmografi
- 2003 - Fyra nyanser av brunt
- 2005 - Buss till Italien
- 2006 - Emblas hemlighet (TV)
- 2007 - Predikanten
- 2008 - Maria Larssons eviga ögonblick
- 2009 - Oskyldigt dömd (TV)
- 2010 - Kommissarie Winter (TV)
- 2011 – Simon och ekarna
- 2012 - Coacherna (TV)
- 2012 - Morden i Sandhamn
- 2012 - Nobels testamente
- 2012 - Johan Falk - spelets regler
- 2013 – Inte flera mord
- 2017 – Exfrun
- 2021 – En kunglig affär (TV-serie)

## Teater

### Roller (ej komplett)
| År   | Roll         | Produktion                                                  | Regi          | Teater                 |
| ---- | ------------ | ----------------------------------------------------------- | ------------- | ---------------------- |
| 2012 | John Darling | Peter Pan och Wendy J.M. Barrie i ny version av Anders Duus | Pia Johansson | Stockholms stadsteater |